# Список глав государств в 112 году до н. э.
| 113 до н. э. ← Список глав государств по годам → 111 до н. э. |

## Азия
- Анурадхапура — Ланья Тисса, царь (119 до н. э. — 109 до н. э.)
- Армения Великая — Тигран I, царь (115 до н. э. — 95 до н. э.)
- Вифиния — Никомед III Эвергет, царь (127 до н. э. — 94 до н. э.)
- Иберия — Мириан I, царь  (159 до н. э. — 109 до н. э.)
- Индо-греческое царство:
  - Стратон I, царь (от Гандхары/Западного Пенджаба до Матхура)  (125 до н. э. — 100 до н. э.)
  - Гелиокл II , царь (от Гандхары/Западного Пенджаба до Матхура)  (125 до н. э. — 110 до н. э.)
  - Лисий, царь (в Паропамисадах, Арахозии и Гандхаре)  (120 до н. э. — 110 до н. э.)
  - Антиалкин, царь (в Паропамисадах, Арахозии и Гандхаре)  (115 до н. э. — 95 до н. э.)
- Иудея — Иоанн Гиркан I, этнарх  (134 до н. э. — 104 до н. э.)
- Каппадокия — Ариарат VII Филометор, царь (116 до н. э. — 101 до н. э.)
- Китай (Династия Хань) — У-ди (Лю Чэ), император  (141 до н. э. — 87 до н. э.)
- Коммагена — Сам II,  царь (130 до н. э. — 109 до н. э.)
- Корея:
  - Махан — Хьо, вождь (113 до н. э. — 73 до н. э.)
  - Пуё — Ковуру, тхандже (121 до н. э. — 86 до н. э.)
- Намвьет:
  - Чьеу Хынг, император (113 до н. э. — 112 до н. э.)
  - Кьен Дык, император (112 до н. э. — 111 до н. э.)
- Осроена:
  - Бакру I бар Фрадхашт, царь (115 до н. э. — 112 до н. э.)
  - Бакру II, царь (112 до н. э. — 94 до н. э.)
- Парфия — Митридат II Великий, царь (124 до н. э. — 91 до н. э.)
- Понтийское царство — Митридат VI Евпатор, царь (120 до н. э. — 63 до н. э.)
- Сатавахана — Сатакарни II, махараджа (134 до н. э. — 78 до н. э.)
- Селевкидов государство (Сирия):
  - Антиох VIII Грип, царь (125 до н. э. — 96 до н. э.)
  - Антиох IX Кизикский, царь (116 до н. э. — 95 до н. э.)
- Хунну — Увэй, шаньюй (114 до н. э. — 105 до н. э.)
- Шунга — Гхоша, император (119 до н. э. — 108 до н. э.)
- Япония — Кайка, тэнно (император) (158 до н. э. — 98 до н. э.)

## Африка
- Египет — Птолемей IX Сотер II, царь (116 до н. э. — 107 до н. э., 89 до н. э. — 81 до н. э.)
- Мероитское царство (Куш) — Танийдамани, царь (ок. 120 до н. э. — ок. 100 до н. э.)
- Нумидия:
  - Югурта, царь (118 до н. э. — 105 до н. э.)
  - Адгербал, царь (118 до н. э. — 112 до н. э.)

## Европа
- Боспорское царство — Перисад V, царь (125 до н. э. — 109 до н. э.)
- Ирландия — Этерскел, верховный король (116 до н. э. — 111 до н. э.)[1]
- Одрисское царство (Фракия) — Котис V, царь (120 до н. э. — 87 до н. э.)
- Римская республика:
  - Марк Ливий Друз, консул (112 до н. э.)
  - Луций Кальпурний Пизон Цезонин, консул (112 до н. э.)

## Галерея

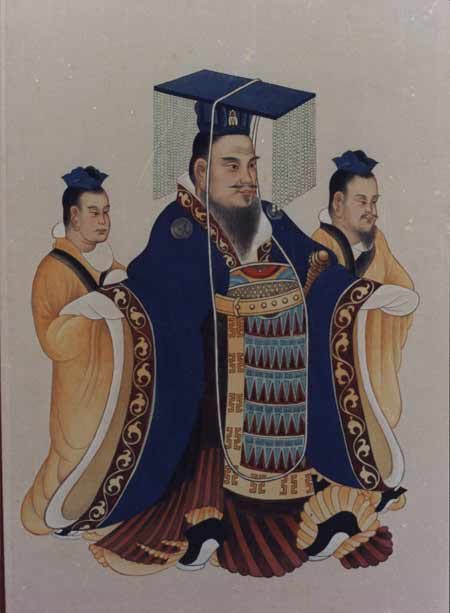
У-ди 141 до н.э.— 87 до н.э. Император Китая
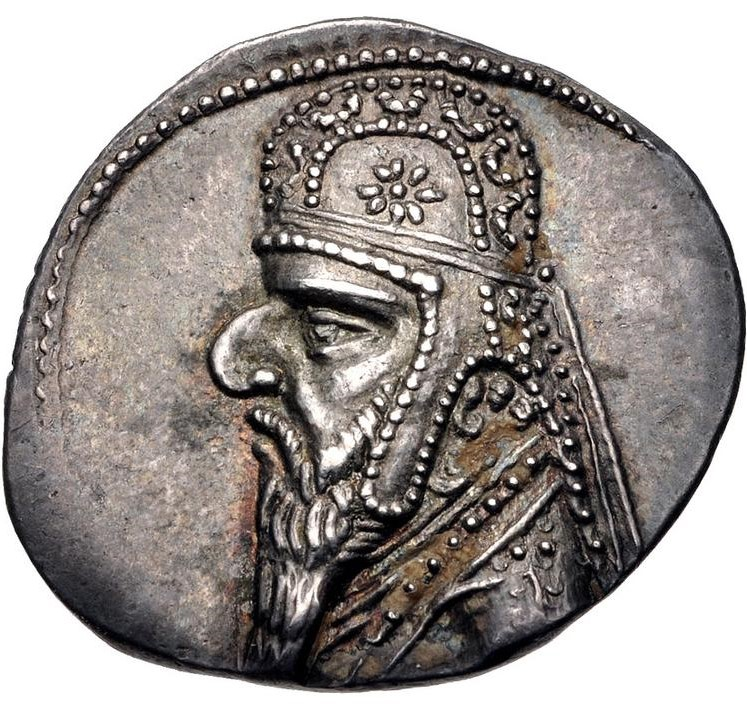
Митридат II Великий 124 до н.э.— 91 до н.э. Царь Парфии
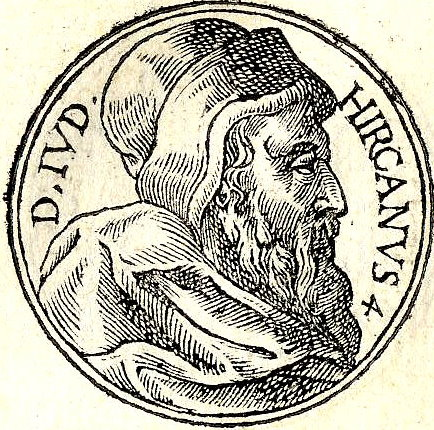
Иоанн Гиркан I 134 до н.э.— 104 до н.э. Этнарх Иудеи
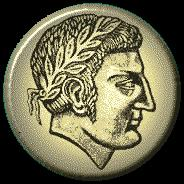
Югурта 118 до н.э.— 105 до н.э. Царь Нумидии
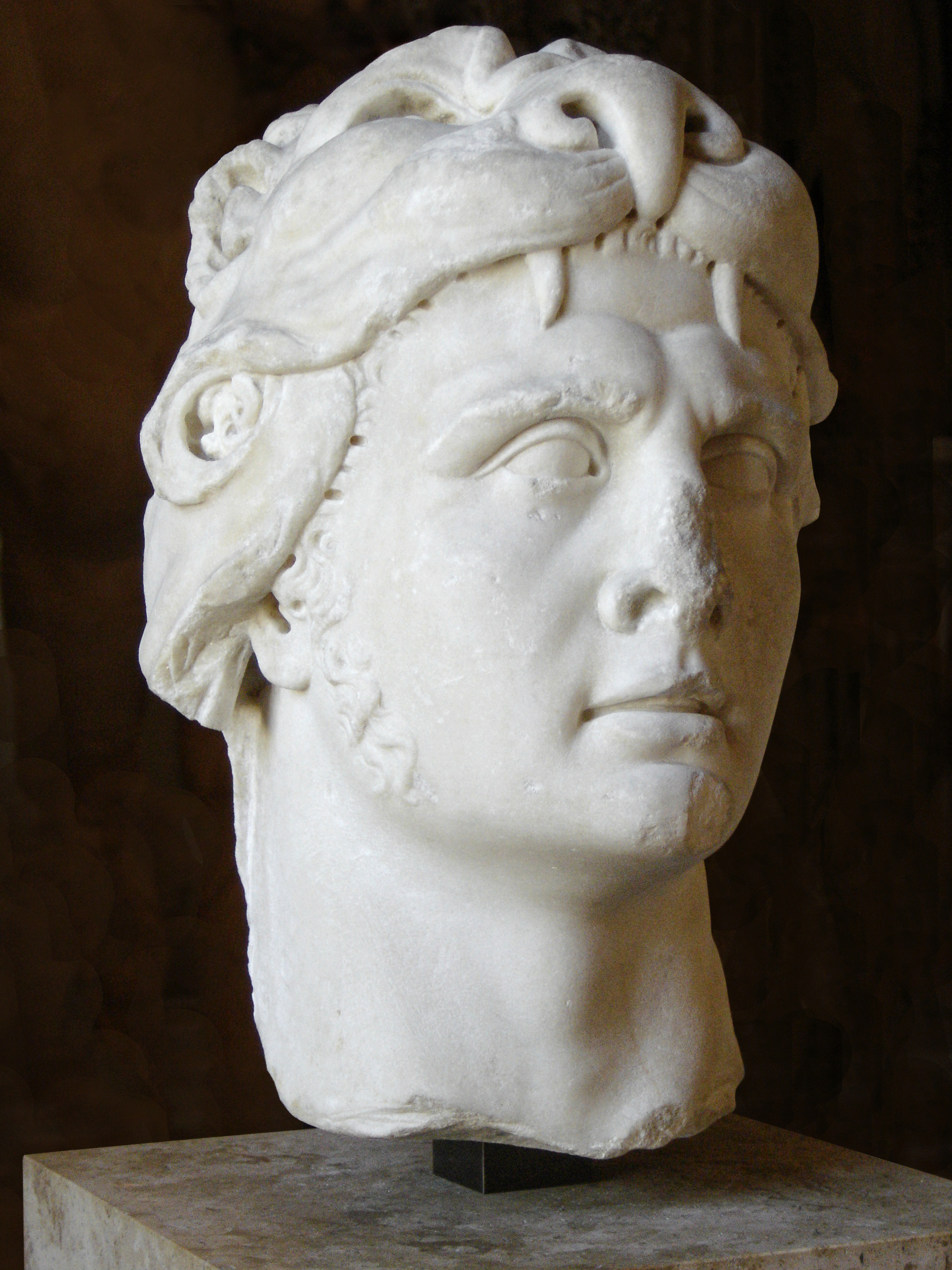
Митридат VI Евпатор 120 до н.э.— 63 до н.э. Царь Понта
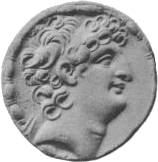
Антиох VII Грип 125 до н.э.— 96 до н.э. Царь Сирии
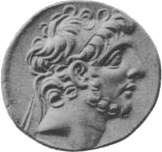
Антиох IX Кизикский 116 до н.э.— 95 до н.э. Царь Сирии
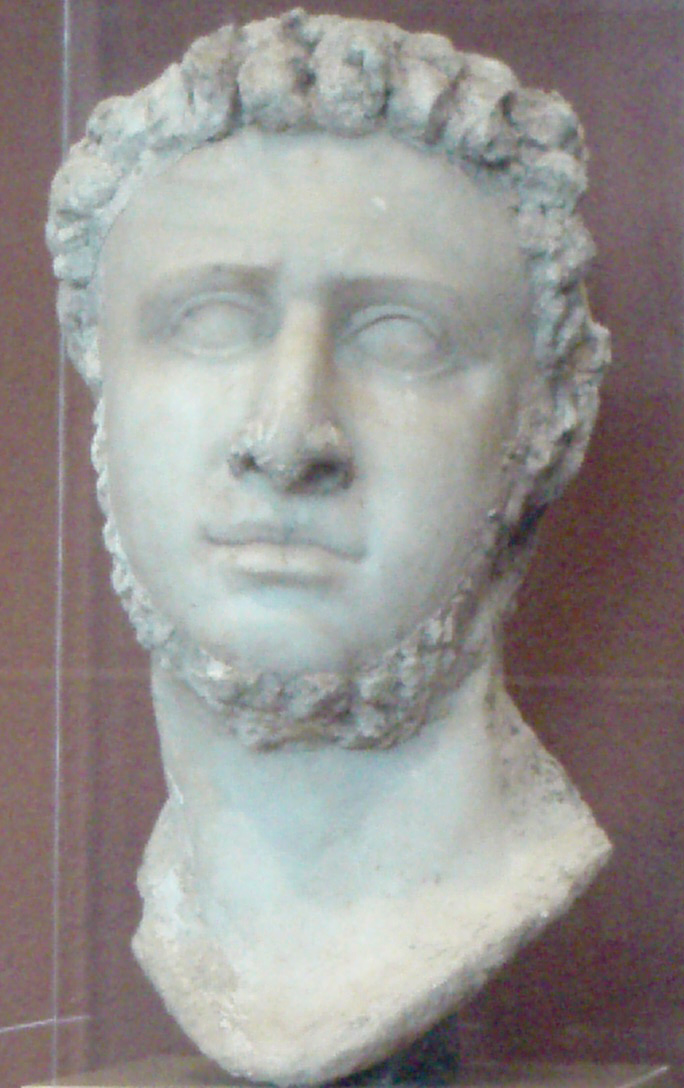
Птолемей IX Сотер II 116 до н.э.— 107 до н.э., 89 до н.э.— 81 до н.э. Царь Египта
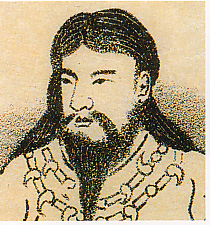
Кайка 158 до н.э.—98 до н.э. Император Японии